# Betula paramushirensis
Betula paramushirensis là một loài thực vật có hoa trong họ Betulaceae. Loài này được Barkalov mô tả khoa học đầu tiên năm 1984.